# Beaulieu-sur-Layon
Beaulieu-sur-Layon es una comuna francesa situada en el departamento de Maine y Loira, en la región de Países del Loira.

## Demografía
| 1025 | 948 | 944 | 995 | 981 | 1069 | 1368 |
| Para los censos de 1962 a 1999 la población legal corresponde a la población sin duplicidades (Fuente: INSEE [Consultar]) |     |     |     |     |      |      |